# Too Bad
Too Bad is een nummer van de Canadese rockband Nickelback uit 2002. Het is de tweede single van hun derde studioalbum Silver Side Up.
"Too Bad" gaat over de problemen die Nickelback-zanger Chad Kroeger had in zijn jeugd; hij moest namelijk opgroeien zonder zijn vader. Ondanks dat het nummer geen hit werd in Nickelbacks thuisland Canada, werd het in veel andere landen wel een hit. In de Nederlandse Top 40 haalde het de 16e positie, en in de Vlaamse Ultratop 50 de 23e.